# Basar (Einzelhandel)
Die Basar SB Kaufhaus Gesellschaften mbH war ein 1971 gegründetes Unternehmen innerhalb der Asko-Gruppe und zeichnete sich vor allem durch die SB-Warenhäuser aus, die unter dem Namen basar geführt wurden. Durch die Übernahme der Asko durch die Metro AG folgte die Verschmelzung mit anderen SB-Warenhausketten innerhalb des Unternehmens, wodurch 1992 real entstand. Die Märkte, darunter auch der Markt in Saarbrücken, Breslauer Straße im Saarbasar wurden dementsprechend auf real umgeflaggt.

## Geschichte
Basar war 1972 mit sieben Filialen vertreten, darunter in Neustadt an der Weinstraße, dessen Standort im selben Jahr eröffnete. Im Jahr 1975 waren insgesamt 1.250 Mitarbeiter bei Basar angestellt. An 14 Standorten wurde ein Umsatz von 357 Millionen DM erwirtschaftet. Für das gleiche Jahr waren in Lahr und Lörrach Neueröffnungen für den 1. September geplant. Das Unternehmen führte Ende 1984 insgesamt 18 SB-Warenhäuser und erzielte einen Umsatz von 755 Millionen DM. Während der Zugehörigkeit der Asko zur Rewe war jene als Lieferant für die Basar-Märkte zuständig. 1988 kam es innerhalb der Asko zu einer Umstrukturierung, wobei 14 Basar-Standorte auf die Vertriebslinie Massa umgestellt wurden. Ebenfalls Teil der Umstrukturierung war die Umwandlung von reinen SB-Warenhäusern in klassischen Einkaufszentren mit angeschlossenem Verbrauchermarkt oder SB-Warenhaus, wie im Saarbasar zu diesem Zeitpunkt bereits umgesetzt.